# Frank Peter (Radsportler)
Frank Peter (* 11. März 1967 in Halle (Saale)) ist ein ehemaliger deutscher Radrennfahrer und nationaler Meister im Radsport.

## Sportliche Laufbahn
Peter war im Straßenradsport und im Bahnradsport aktiv. 1984 hatte er seinen ersten bedeutenden internationalen Einsatz. Er startete bei den UCI-Bahn-Weltmeisterschaften der Junioren und belegte dort den 9. Platz im Straßenrennen. Ein Jahr später siegte er bei der Internationalen Junioren-Sternfahrt in der DDR. Peter wurde 1988 DDR-Meister in der Mannschaftsverfolgung. 1987 und 1989 wurde er mit seiner Mannschaft Vize-Meister. 1989 wurde er Dritter im Meisterschaftsrennen im Punktefahren. Von den traditionsreichen DDR-Straßenrennen konnte er 1989 Berlin–Leipzig gewinnen. Bei seinem einzigen Start in der DDR-Rundfahrt schied er 1987 aus. Er startete für den SC DHfK Leipzig.